# Große Tulln
Die Große Tulln ist ein Fluss in Niederösterreich.

## Geographie
Sie entspringt in 680 m ü. A. als Laabenbach (manchmal auch nur als die Laaben bezeichnet) beim Pass Klammhöhe im Südosten des Bezirks St. Pölten und fließt am Fuß des Schöpfls nach Norden über Neulengbach (wo sie ab der Einmündung des Anzbaches wirklich Große Tulln heißt), bis sie nach insgesamt circa 40 km östlich der Rosenbrücke bei Tulln im Bezirk Tulln in die Donau mündet (177 m ü. A.).
Die Ortschaften von der Laabenbach-Quelle bis zur Mündung heißen:
- Brand-Laaben / Ortsteile Klamm, Wöllersdorf, Laaben
- Neustift-Innermanzing
- Altlengbach / Ortsteile Linden, Leitsberg, Nest
- Neulengbach / Ortsteile St. Christophen, Haag, Straß, Ebersberg, Neulengbach Stadt, Emmersdorf, Inprugg, Markersdorf
- Asperhofen / Ortsteile Habersdorf, Grabensee, Asperhofen, Siegersdorf
- Sieghartskirchen / Ortsteile Plankenberg, Dietersdorf, Abstetten, Gollarn, Ranzelsdorf
- Judenau
- Langenrohr / Ortsteile Langenrohr, Asparn
- Tulln an der Donau

Die Große Tulln stellt die Westgrenze des Wienerwalds im engeren Sinne dar.

## Hydrologie
Die namentragenden Zubringer der Großen Tulln lauten von der Quelle (Laabenbach) zur Mündung (rechts / links im orographischen Sinne, also flussab schauend):
- Gernbach (links)
- Türkensteingraben (rechts)
- Hendlberggraben 2  (links, Hauptquellbach)
- Garherrgraben (links)
- Hendlbergggraben 1 (links)
- Klammhöhengraben (links)
- Glashüttengraben (links)
- Kogelhofgraben (rechts)
- Brandbach (auch: Brambach) (links)
- Totenkopfgraben (rechts)
- Gschaidhofgraben/Hochberggraben (rechts)
- Eckgraben (links)
- Ödengraben/Ochsengraben (rechts)
- Brandholzgraben (links)
- Großgrabenbach (rechts)
- Teichgraben (links)
- Hochfeldgraben (links)
- Lindenbach (rechts)
- Buchschachengraben (links)
- Lengbach (rechts) mit Zuflüssen Ebenbach re, Lengbachl/Götzwiesenbach re, Prinzbach/Brunnhofgraben li, Gerhardsbach/Harterbach re,  Dorfwiesengraben li, Böhmerhofgraben re
- Unflathsgraben (rechts)
- Aschberggraben (links)
- Buchenbach (links) mit Zuflüssen Querbachl, Grubholzbach, Grubgraben
- Medunabach – früher: Glocknitzbach (links)
- Dambach (links)
- Haagbach (rechts)
- Seebach (links)
- Anzbach (rechts)
- Hinterbach (rechts)
- Raipoltenbach (links) mit Zufluss Großgraben
- Moosbach (links)
- Heubergbach (rechts)
- Kleine Tulln (rechts, Überleitungskanal, anlässlich der Erbauung des Donaukraftwerks Greifenstein (1981–85) errichtet)

Der Hochwiesgraben (mit Zuflüssen Egelseegraben und Rinnengraben), der früher bei Asparn (links) in die Große Tulln mündete, wird wegen der Dämme jetzt parallel geführt und mündet in einen Donau-Altarm, der hinwiederum über ein Pumpwerk in die Donau entwässert wird. Nahe der Bahnstation Atzenbrugg gibt es eine Verbindung von der Perschling über den Egelseegraben zum Hochwiesgraben durch die allerdings nur bei höherer Wasserführung Wasser umgeleitet wird. Heute ist durch die Begradigung der Perschling (direkte Verbindung zur Donau bei Hochwasserführung) diese Ableitung nicht mehr nötig, die mächtigen Dämme sind aber noch immer vorhanden.
Das Einzugsgebiet umfasst etwa 258 km² (durch den Überleitungskanal von der Kleinen Tulln kommen weitere etwa 72 km² dazu, gesamt daher etwa 330 km²).
Ein nicht unwichtiger Zubringer ist auch seit 1972 die mechanisch-biologische Kläranlage in Neulengbach-Markersdorf, die die Abwässer von neun Gemeinden an Anzbach und Laabenbach/Großer Tulln behandelt. Nach der mechanischen Reinigung folgt eine biologische in Belebtschlammbecken sowie die Phosphatfällung. Bis zu 15 000 m³ Abwässer (das entspricht 47.000 Einwohnern) können pro Tag geklärt werden und fließen anschließend in die Große Tulln.
Das Mittelwasser am Pegel Siegersdorf (Asperhofen) beträgt nach Angaben des Amts der Niederösterreichischen Landesregierung circa 1,2 m³/s, das hundertjährliche Hochwasser circa 220 m³/s. Ein Grund für den großen Unterschied zwischen Hochwasser und Mittelwasser liegt in den im Einzugsgebiet vorherrschenden Geologischen Verhältnissen.

## Geologie
Von der Quelle bis Neulengbach-Haag fließt der Laabenbach durch die Flyschzone, diese besteht vorwiegend aus Sandstein, welcher mit Tonstein seltener mit Mergel wechsellagert, vereinzelt kommt auch Kalkstein aus der Kreidezeit bis zum Paläogen/Alttertiär vor. Diese Gesteine sind praktisch wasserundurchlässig, sodass Regenwässer oder Schmelzwasser nach kurzer Zeit in den Fluss gelangen.
In Neulengbach durchquert der Fluss die hier sehr schmale Zone der Subalpinen Molasse. Es handelt sich dabei um gefaltete Konglomerate (Buchberg, Neulengbacher Schlossberg) und feinkörnigere Sedimente, die aber aufgrund der geringen Breite dieser Zone zu keiner spürbaren Versickerung führen.
Ab dem Neulengbacher Ortsteil Inprugg fließt die Große Tulln durch die Molasse. Es handelt sich dabei überwiegend um Konglomerate, Sande, Schluffe und Tone („Schlier“) aus dem Neogen, die stellenweise von Lössen überlagert werden. Auch diese Lockergesteine sind gering wasserdurchlässig, jedoch ist das Gelände aufgrund ihrer geringen Standfestigkeit überwiegend so flach, dass aus diesem Bereich keine großen Wassermengen mehr anfallen.
Flussab von Judenau verläuft die Große Tulln bis zu ihrer Mündung im Tullnerfeld in einer breiten quartären Schotterfläche, in der kaum Oberflächenabfluss stattfindet, da das Gelände praktisch horizontal ist und Niederschläge in den gut durchlässigen Schottern und Sanden versickern können.

## Namen und historische Rolle
Seit spätestens 1810 wird das Gewässer als große Tulln bezeichnet. Davor und bis etwa 1910 wurde es auch als Dullona, (großer) Tulnerbach oder (großer) Tullnerbach bezeichnet, wobei eine Verwechslungsgefahr mit dem nach Süden fließenden Tullnerbach besteht, dessen Wasser über den Wienfluss in die Donau gelangt. Ebenso gab es bei beiden Gewässern Brückenmauten.
Der Name dürfte sich von einem vorrömischen Tullon ableiten, was Kogel oder Schopf (Schöpfl!) bedeutet. Alternative Etymologien sehen einen Zusammenhang mit dem urindogermanischen Verbaladjektiv *tuh2-ló- „schwellend, stark werdend“.
In den Jahrbüchern von Fulda wird die Große Tulln 884 als Grenze zwischen den Bayern und den Slawen bezeichnet. Zirka 991 durchbrach Heinrich II. von Bayern in einem siegreichen Heereszug den Ungarnhaag (beachte die Ortsnamen „Haag bei Neulengbach“ und „Haagen“ nördlich von Altlengbach!) auf dem Wienerwaldkamm. Dabei dürfte sich der bayrische Adelige namens „Engelricus“ (Engelrich) ausgezeichnet haben. Das neugewonnene Gebiet östlich der Großen Tulln war noch nicht gesichert und wahrscheinlich nicht einmal in die Mark des Heinrich I. von Österreich einbezogen. Am 29. April 998 übertrug Kaiser Otto III. auf Bitten von Heinrich III. von Bayern (der spätere Kaiser Heinrich II.) Engelrich den Besitz zwischen „Dullona u. Amizinesbahc“ (Großer Tulln und Anzbach → Maria Anzbach), die Burg Altlengbach wurde errichtet. Teile des Besitzes gelangten an die Herren von Lengbach und um ihre Burg entstand der Markt Neulengbach (seit 2000 Stadt).
Gegen Tunnelbauten durch Biber, die im Fall von Hochwasser Böschungen einstürzen lassen, wurden im Bereich Abstetten September 2017 Wurfsteine (große Steinblöcke) mit der Gesamtmasse von 140 t verlegt.
Das Fluss-System war gekennzeichnet durch eine große Anzahl von Getreidemühlen und  Sägemühlen. In einem Verzeichnis von 1770 finden sich 40 Wassermühlen, davon zwei am Lengbach und acht am Anzbach. Heute ist keine Mühle mehr als solche in Funktion, ausgenommen die Sägemühle der Firma Harold in Plankenberg, die jedoch elektrisch betrieben wird. Viele der alten Mühlengebäude stehen noch und wurden zum Teil liebevoll restauriert. Zumeist nur die Gebäude, denn museale Mühlenbetriebsreste, die man auch besichtigen kann, finden sich nur in der Alten Mühle (Schönbeck-Mühle) in der Schmiedgasse in Maria Anzbach.

## Galerie

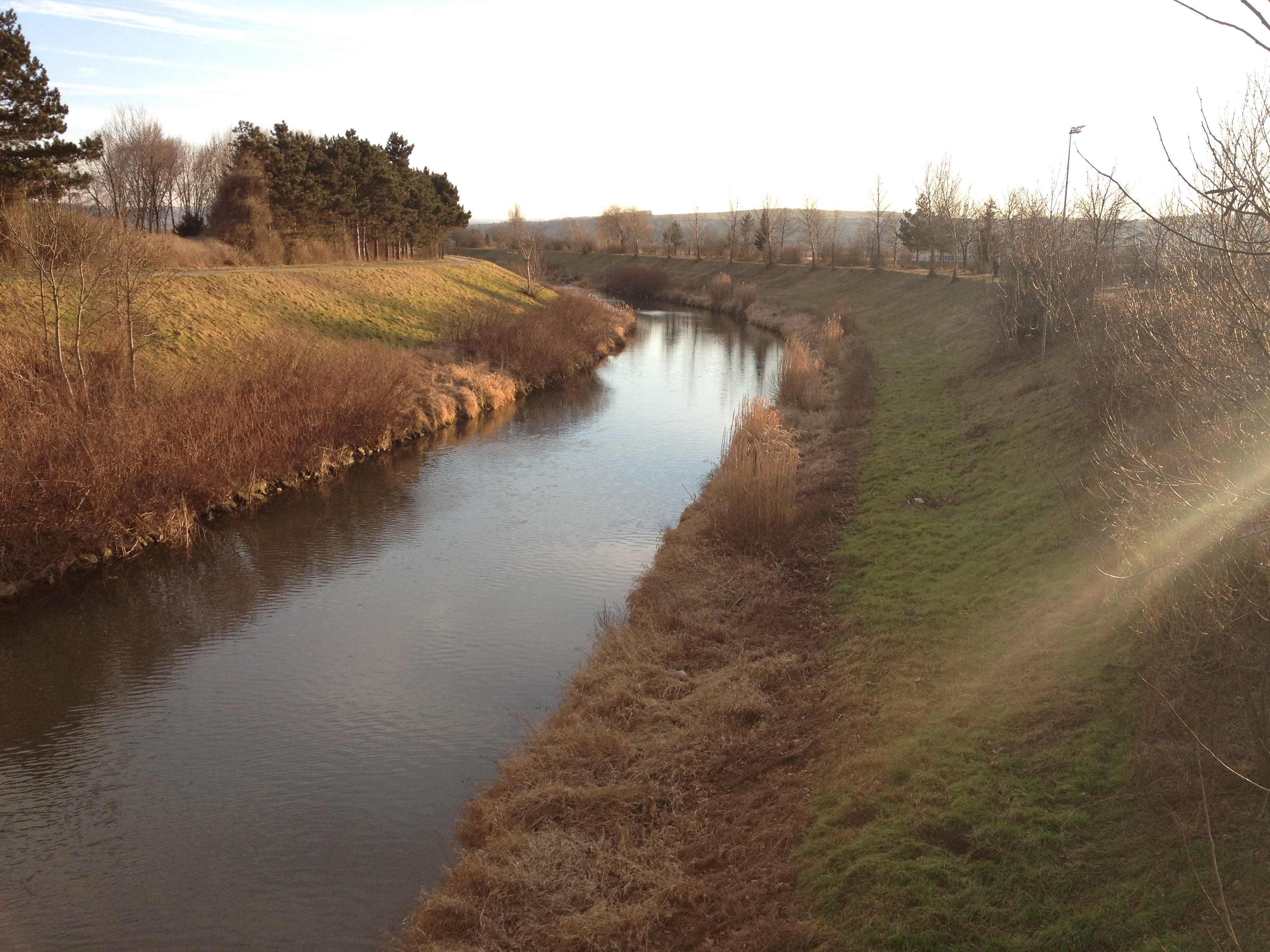
Die Große Tulln in Langenrohr flussaufwärts gesehen
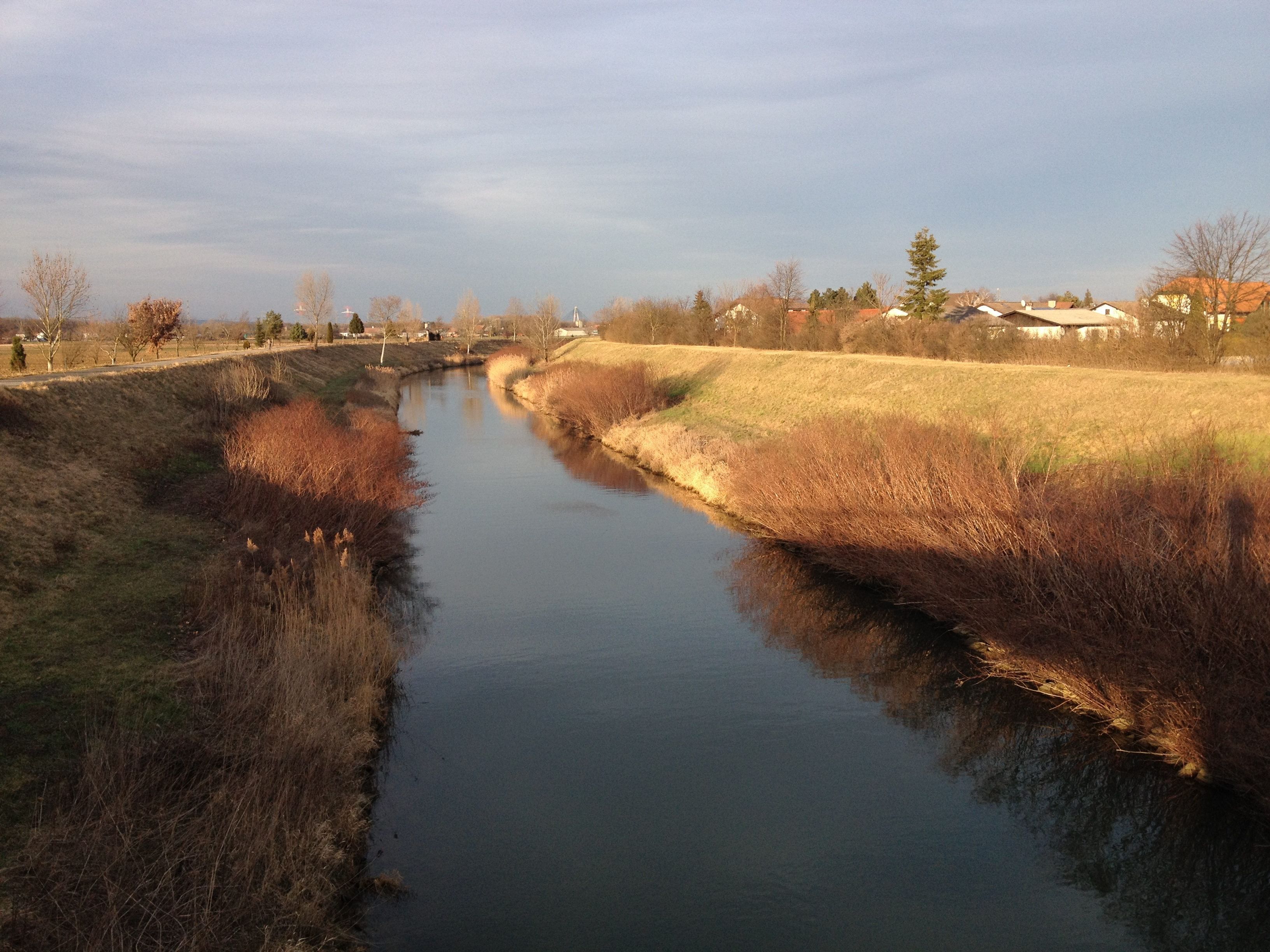
Die Große Tulln in Langenrohr flussabwärts gesehen
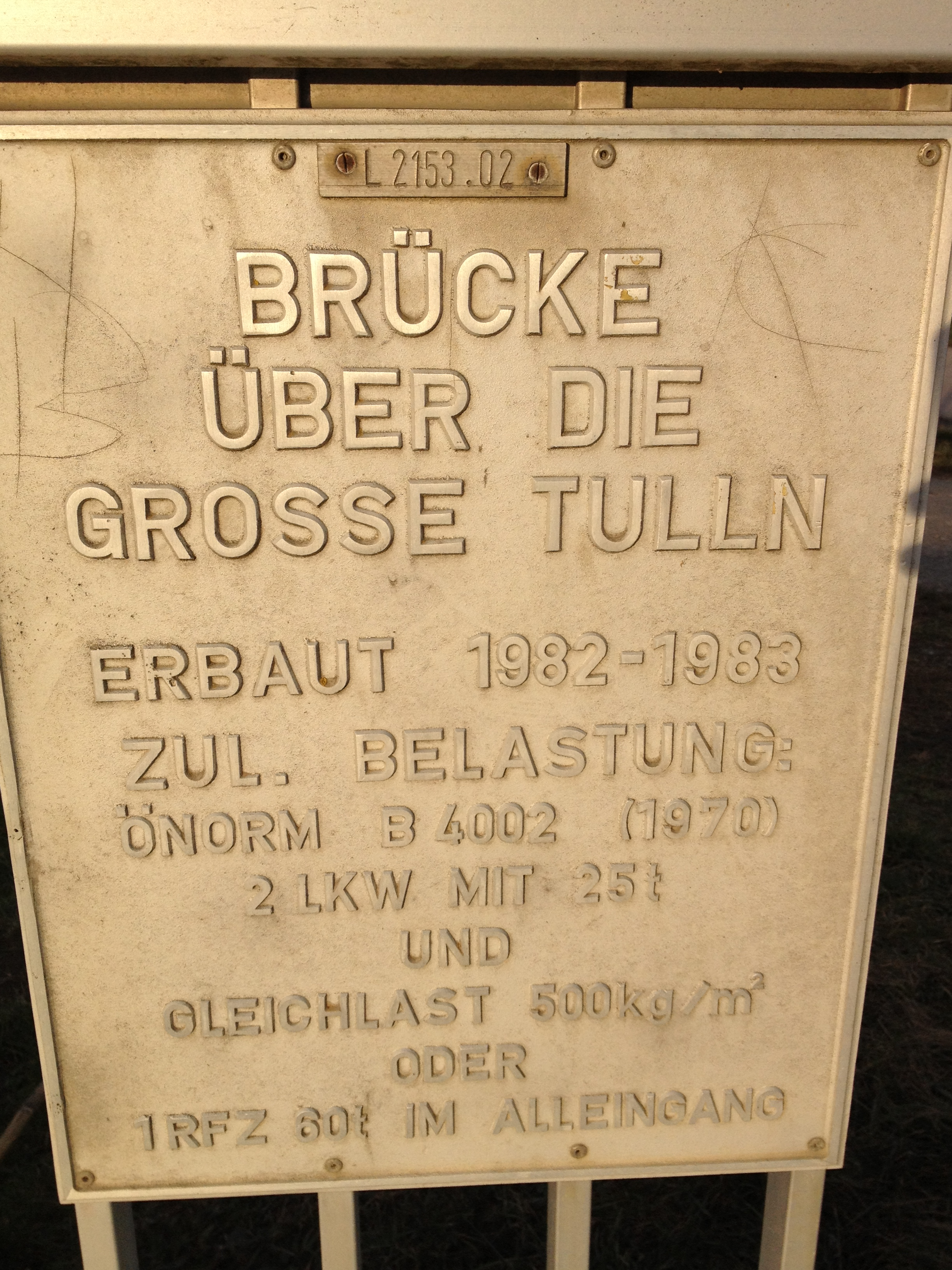
Informationen über eine Brücke, die über die Große Tulln in Langenrohr geht
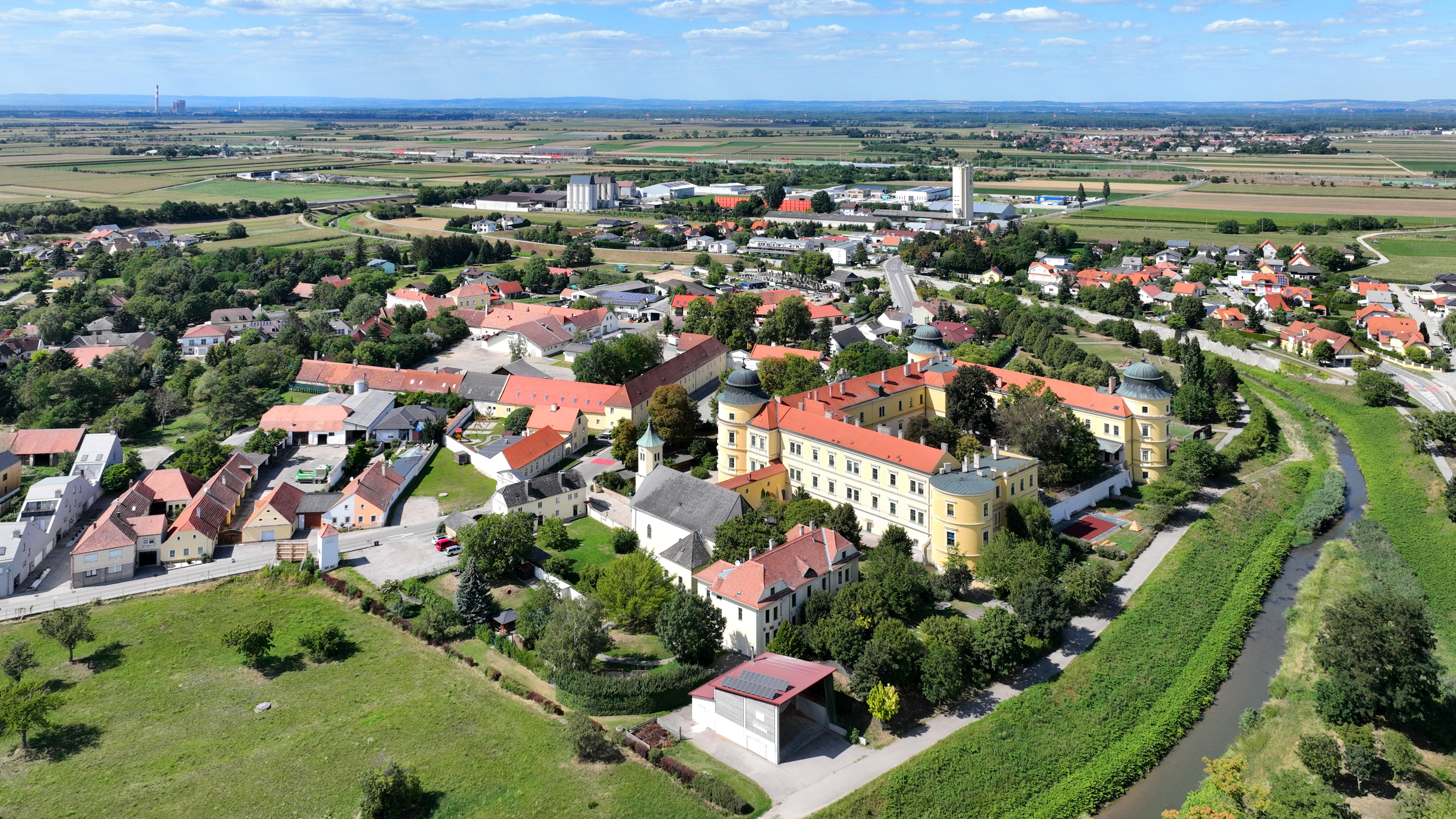
Die Große Tulln bei Judenau, das in einer Schleife umflossen wird